# Kanton Montluçon-Sud
Kanton Montluçon-Sud (fr. Canton de Montluçon-Sud) je francouzský kanton v departementu Allier v regionu Auvergne. Tvoří ho pět obcí.

## Obce kantonu
- Lavault-Sainte-Anne
- Lignerolles
- Montluçon (jižní část)
- Néris-les-Bains
- Teillet-Argenty